# Malang Sarr
Malang Sarr (Nizza, 1999. január 23. –) francia korosztályos válogatott labdarúgó, a Lens játékosa.

## Pályafutása

### Klubcsapatokban
Nizza városában született és 5 éves korában csatlakozott az OGC Nice akadémiájához. 2016. augusztus 14-én debütált az első csapatban a bajnokságban a Rennes ellen, góllal. A 60. percben Jean-Michaël Seri szabadrúgása utáni fejesből megszerezte a győztes gólt, ekkor 17 éves volt. A francia bajnokság történetében a második legfiatalabb játékos Bartholomew Ogbeche után, aki gólt szerzett élete első bajnokiján. Gólját a 2016-os nizzai terrortámadás áldozatainak ajánlotta. November 7-én aláírta első profi szerződését a klubbal és hamar alapemberre lett a csapatnak. 2019. augusztus 10-én minden sorozatot számítva 100. alkalommal lépett pályára az Amiens ellen.
2020. augusztus 27-én a Chelsea szerződtette, miután lejárt a szerződése a Nice-nél. Sarr öt évre szóló szerződést írt alá.
2020. október 6-án az FC Porto csapatához került kölcsönben a 2020–2021-es szezonra. 2022. augusztus 10-én a francia AS Monaco vásárlási opcióval vette kölcsönbe a szezonra.
2022. augusztus 10-én egy szezonra szóló kölcsönszerződéssel csatlakozott a Monacóhoz, vételi opcióval. 2024. július 24-én közös megegyezéssel felbontotta a szerződését a Chelsea-vel, egy évvel annak lejárta előtt.
2024. július 26-án két szezonra szóló szerződést ír alá a Lens csapatával.

### A válogatottban
Rész vett a 2016-os U17-es labdarúgó-Európa-bajnokságon, amit Azerbajdzsánban rendeztek meg. 2016. június 5-én az albán U21-es labdarúgó-válogatott ellen mutatkozott be a francia U21-es labdarúgó-válogatott színeiben.

## Statisztika
2023. január 15-i állapotnak megfelelően.
| Klub információ  | Klub információ | Klub információ | Bajnokság | Bajnokság | Kupa            | Kupa            | Ligakupa        | Ligakupa        | UEFA  | UEFA | Egyéb | Egyéb | Összesen | Összesen |
| Klub             | Szezon          | Bajnokság       | Mérk.     | Gól       | Mérk.           | Gól             | Mérk.           | Gól             | Mérk. | Gól  | Mérk. | Gól   | Mérk.    | Gól      |
| Franciaország    | Franciaország   | Franciaország   | Bajnokság | Bajnokság | Coupe de France | Coupe de France | Coupe de France | Coupe de France | UEFA  | UEFA | Egyéb | Egyéb | Összesen | Összesen |
| ---------------- | --------------- | --------------- | --------- | --------- | --------------- | --------------- | --------------- | --------------- | ----- | ---- | ----- | ----- | -------- | -------- |
| OGC Nice         | 2016-17         | Ligue 1         | 27        | 1         | 1               | 0               | 0               | 0               | 4     | 0    | —     | —     | 32       | 1        |
| OGC Nice         | 2017-18         | Ligue 1         | 21        | 0         | 1               | 0               | 1               | 0               | 6     | 0    | —     | —     | 29       | 0        |
| OGC Nice         | 2018-19         | Ligue 1         | 35        | 1         | 1               | 0               | 2               | 0               | —     | —    | —     | —     | 38       | 1        |
| OGC Nice         | 2019-20         | Ligue 1         | 19        | 1         | 0               | 0               | 1               | 0               | —     | —    | —     | —     | 20       | 1        |
| OGC Nice         | Összesen        | Összesen        | 102       | 3         | 3               | 0               | 4               | 0               | 10    | 0    | 0     | 0     | 119      | 3        |
| Porto (kölcsön)  | 2020–21         | Primeira Liga   | 8         | 0         | 4               | 0               | 1               | 1               | 6     | 0    | 0     | 0     | 19       | 1        |
| Chelsea          | 2021–22         | Premier League  | 8         | 0         | 4               | 0               | 5               | 0               | 2     | 0    | 2     | 0     | 21       | 0        |
| Monaco (kölcsön) | 2022–23         | Ligue 1         | 9         | 0         | 1               | 0               | —               | —               | 2     | 0    | —     | —     | 12       | 0        |
| Összesen         | Összesen        | Összesen        | 127       | 3         | 12              | 0               | 10              | 1               | 20    | 0    | 2     | 0     | 171      | 4        |

## Sikerei, díjai
- Chelsea
  - FIFA-klubvilágbajnokság: 2021[17]